# Pardeeville
Pardeeville és una població dels Estats Units a l'estat de Wisconsin. Segons el cens del 2000 tenia 1.982 habitants.

## Demografia
Segons el cens del 2000, Pardeeville tenia 1.982 habitants, 825 habitatges, i 515 famílies. La densitat de població era de 378,8 habitants per km².
Dels 825 habitatges en un 32,8% hi vivien nens de menys de 18 anys, en un 48,8% hi vivien parelles casades, en un 10,4% dones solteres, i en un 37,5% no eren unitats familiars. En el 30,4% dels habitatges hi vivien persones soles el 13,6% de les quals corresponia a persones de 65 anys o més que vivien soles. El nombre mitjà de persones vivint en cada habitatge era de 2,38 i el nombre mitjà de persones que vivien en cada família era de 2,99.
Per edats la població es repartia de la següent manera: un 26,7% tenia menys de 18 anys, un 8,1% entre 18 i 24, un 30,7% entre 25 i 44, un 18,8% de 45 a 60 i un 15,6% 65 anys o més.
L'edat mediana era de 36 anys. Per cada 100 dones de 18 o més anys hi havia 90,1 homes.
La renda mediana per habitatge era de 40.139 $ i la renda mediana per família de 45.700 $. Els homes tenien una renda mediana de 32.250 $ mentre que les dones 23.702 $. La renda per capita de la població era de 21.365 $. Aproximadament el 2,5% de les famílies i el 3,9% de la població estaven per davall del llindar de pobresa.

## Poblacions més properes
El següent diagrama mostra les poblacions més properes.